# 853
853（八百五十三、はっぴゃくごじゅうさん）は自然数、また整数において、852の次で854の前の数である。

## 性質
- 853は147番目の素数であり、1つ前は839、次は857。
  - 約数の和は854。
- 47番目の左切り捨て可能素数である。1つ前は823、次は883。
- 29番目のオイラー素数である。1つ前は797、次は911。
- 85…53 の形の最小の素数である。次は85555553。ただし挟まれた数は無くてもいいとすると最小は83。(オンライン整数列大辞典の数列 A101071)
- 末尾の2桁が53の4番目の素数である。1つ前は653、次は953。(オンライン整数列大辞典の数列 A244771)
- 各位の和が16になる58番目の数である。1つ前は844、次は862。
- 853 = 182 + 232
  - 異なる2つの平方数の和で表せる253番目の数である。1つ前は850、次は857。(オンライン整数列大辞典の数列 A004431)
- 853 = 92 + 142 + 242 = 122 + 152 + 222
  - 3つの平方数の和2通りで表せる170番目の数である。1つ前は852、次は856。(オンライン整数列大辞典の数列 A025322)
  - 異なる3つの平方数の和2通りで表せる159番目の数である。1つ前は852、次は862。(オンライン整数列大辞典の数列 A025340)
- 853 = 53 + 63 + 83
  - 3つの正の数の立方数の和1通りで表せる109番目の数である。1つ前は820、次は855。(オンライン整数列大辞典の数列 A025395)
  - 3つの正の数の立方数の和で表せる25番目の素数である。1つ前は811、次は857。(オンライン整数列大辞典の数列 A007490)
  - 異なる3つの正の数の立方数の和1通りで表せる56番目の数である。1つ前は820、次は855。(オンライン整数列大辞典の数列 A025399)
  - 異なる3つの正の数の立方数の和で表せる12番目の素数である。1つ前は757、次は863。(オンライン整数列大辞典の数列 A122723)
  - n = 3 のときの 5n + 6n + 8n の値とみたとき1つ前は125、次は6017。(オンライン整数列大辞典の数列 A074572)

## その他 853 に関連すること
- 西暦853年
- 紀元前853年
- 『853〜刑事・加茂伸之介』は、2010年にテレビ朝日系列で放送された刑事ドラマ。
- 853 × 10−2 = 8.53 は eπ の数字列である。(オンライン整数列大辞典の数列 A019609)